# می تو
می تو (به لاتین: Mỹ Tho) یک شهر در ویتنام است که در استان تین گیانگ واقع شده‌است.

## خصوصیات
می تو ۷۹٫۸ کیلومترمربع مساحت و ۲۲۰٬۰۰۰ نفر جمعیت دارد.

## نگارخانه

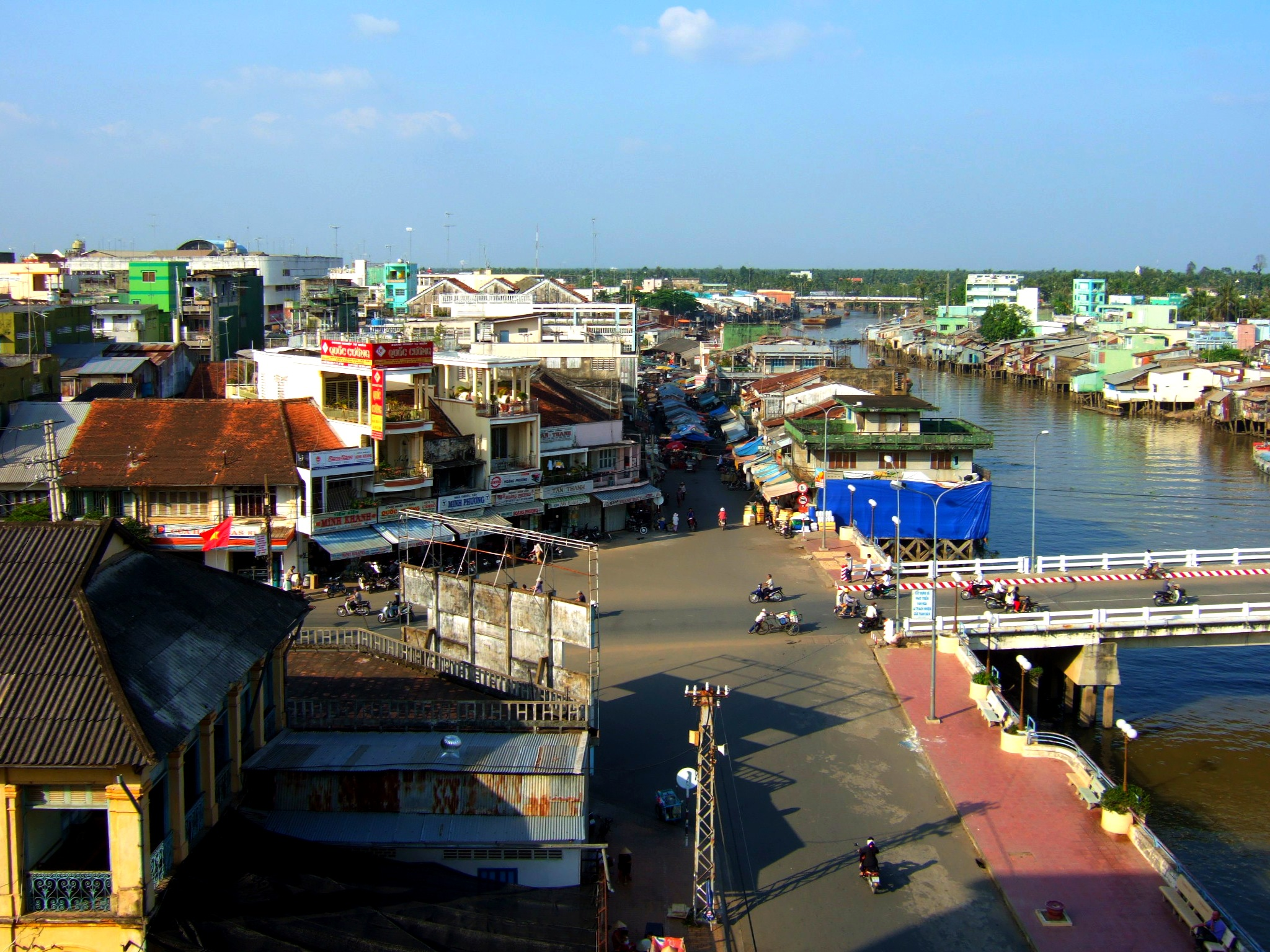
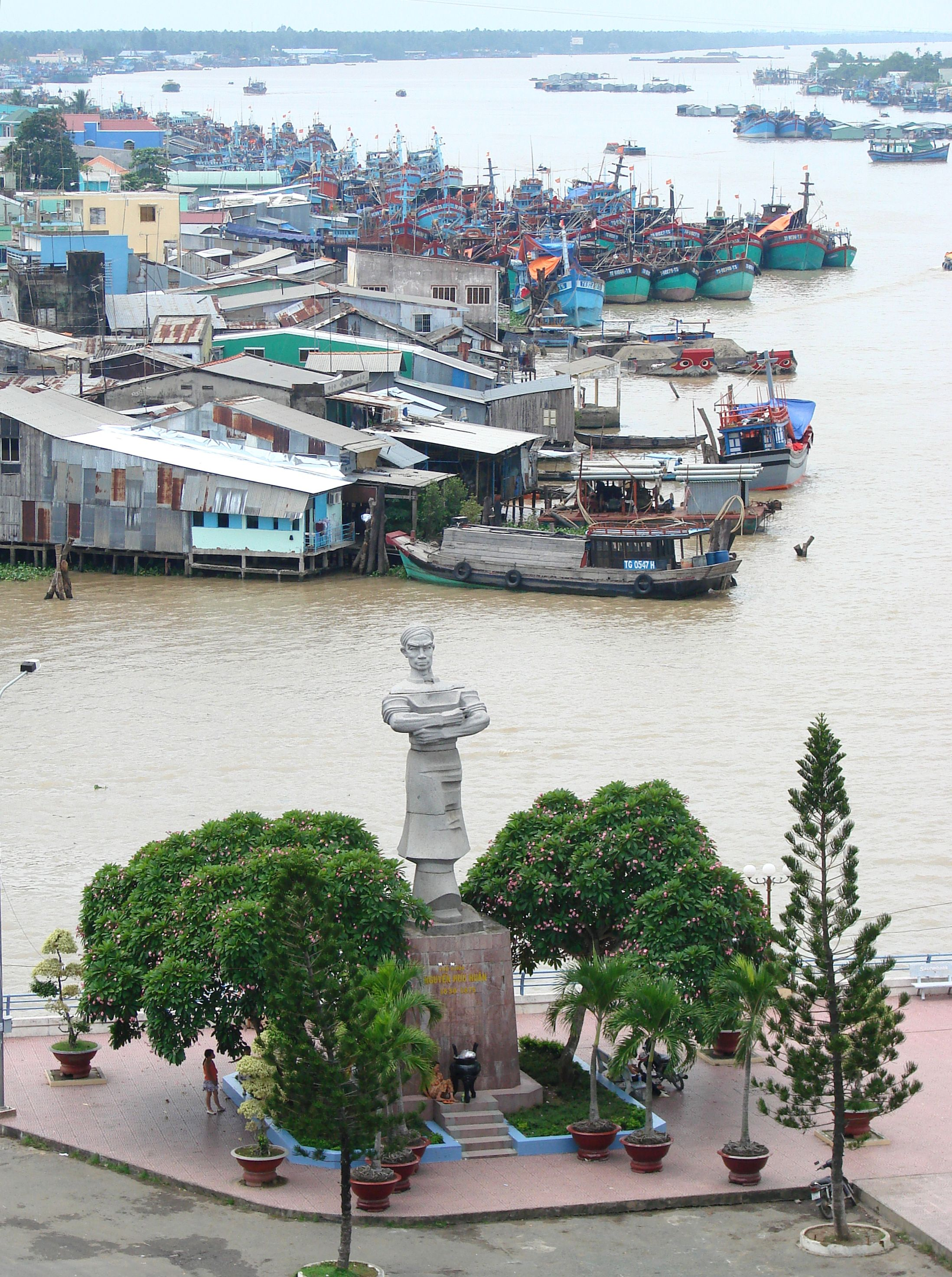
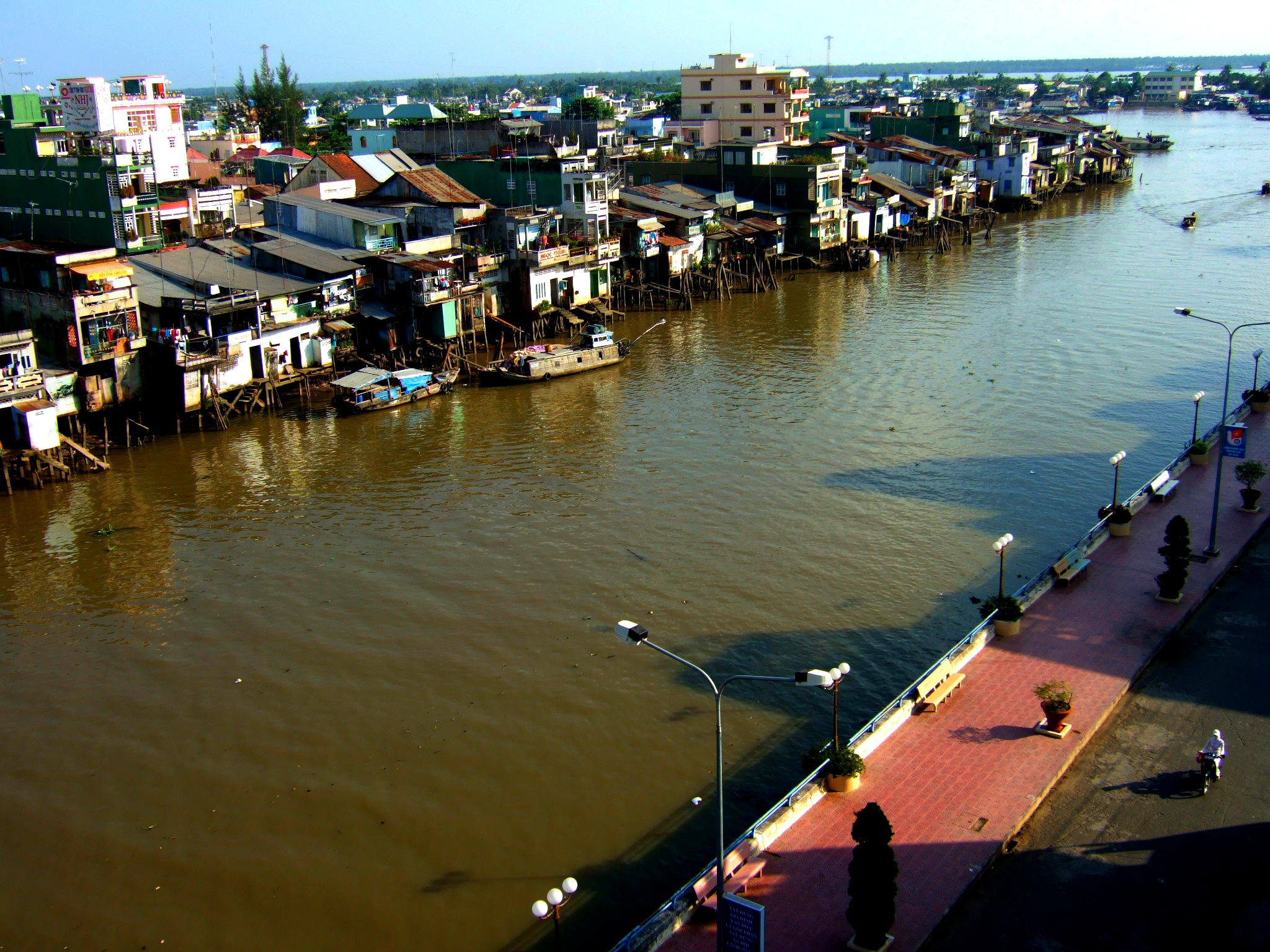
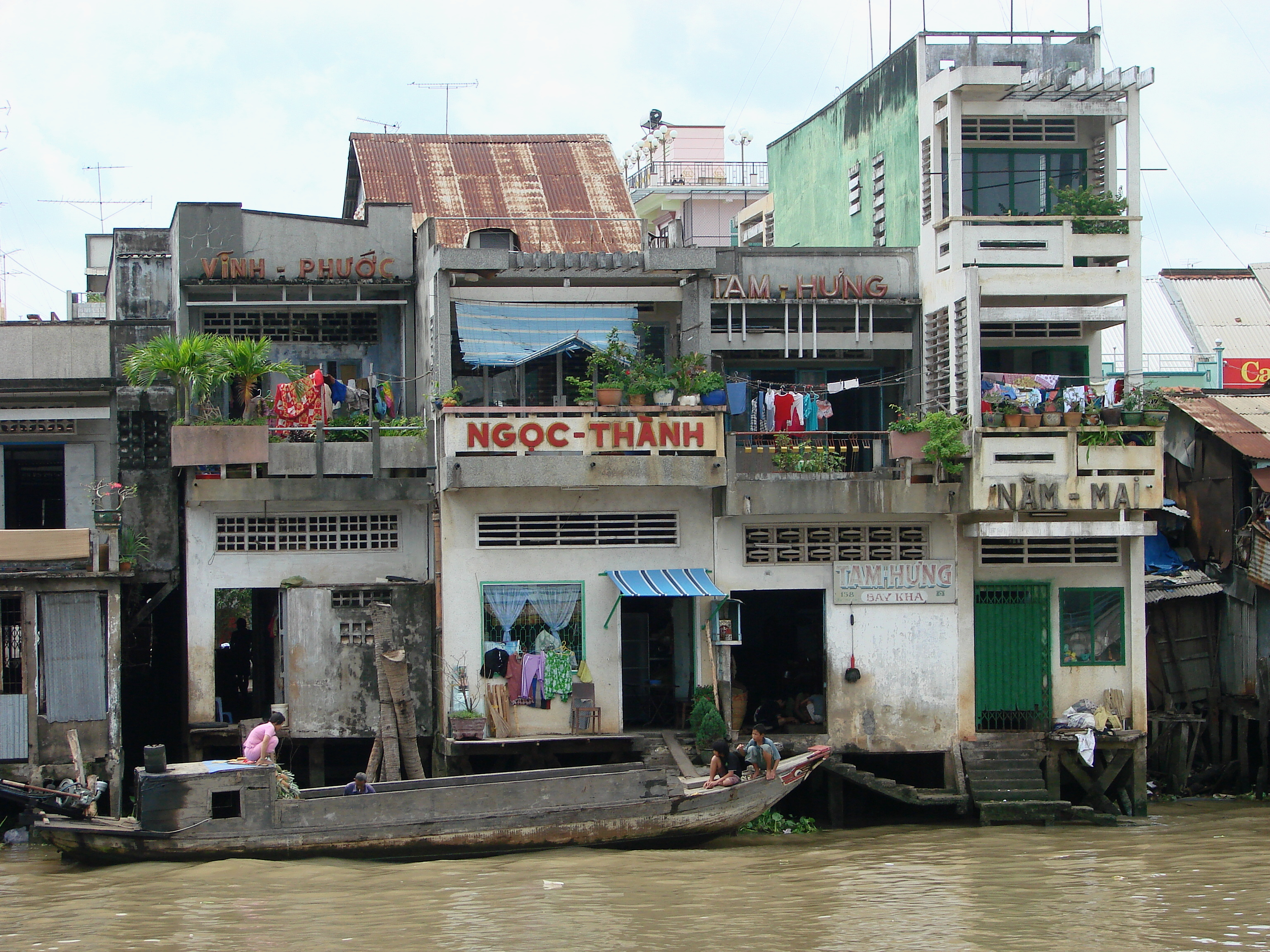